# Керспе

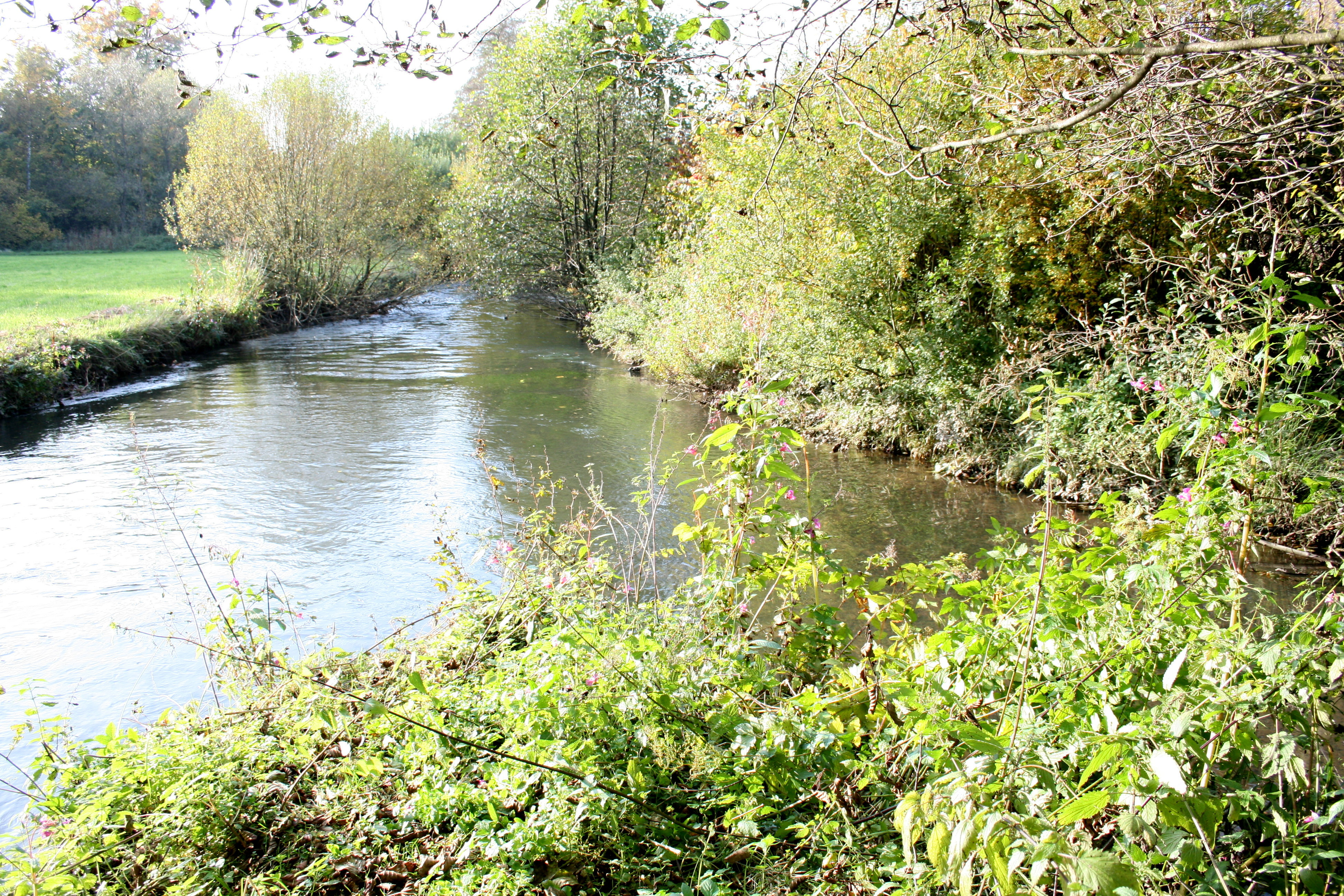
Керспе (праворуч) впадає у Віппер (ліворуч) та утворює Вуппер (попереду)

Керспе є правою притокою Вуппера. Віппер в районі Кірспе, Халвер і Віпперфюрт . На північ від Віпперфюрт-Оля річка перегороджена дамбою, утворюючи Kerspetalsperre.
Частина струмка знаходиться в природному заповіднику Унтерес Керспеталь .